# Walther von Hünersdorff
Le titre de cet article contient le caractère ü. Quand celui-ci n'est pas disponible ou n'est pas désiré, le nom de l'article peut être représenté comme Walther von Huenersdorff.
Walther von Hünersdorff (né le 28 novembre 1898 au Caire et mort le 17 juillet 1943 à Kharkov) est un Generalleutnant allemand de la Heer (armée de terre) de la Wehrmacht. Pendant la Seconde Guerre mondiale, il combat sur le front de l'Ouest puis, à partir de 1941, se distingue sur le front de l'Est et meurt au début de la bataille de Koursk, quatre jours après avoir été touché d'une balle dans la tête par un tireur embusqué.
Il a été décoré de la croix de chevalier de la croix de fer avec feuilles de chêne, un jour après avoir reçu sa blessure mortelle.

## Biographie
Pendant la Première Guerre mondiale, Hünersdorff entre dans l'armée allemande en 1915 et combat sur le front occidental. Il est promu au grade de Leutnant (sous-lieutenant) en octobre 1916. Après la capitulation allemande, il rentre dans la Reichswehr.
Hünersdorff a été promu au grade de Oberleutnant (lieutenant) en 1925, Hauptmann (capitaine) en 1933, Major en 1936 et Oberstleutnant (lieutenant-colonel) en 1938.

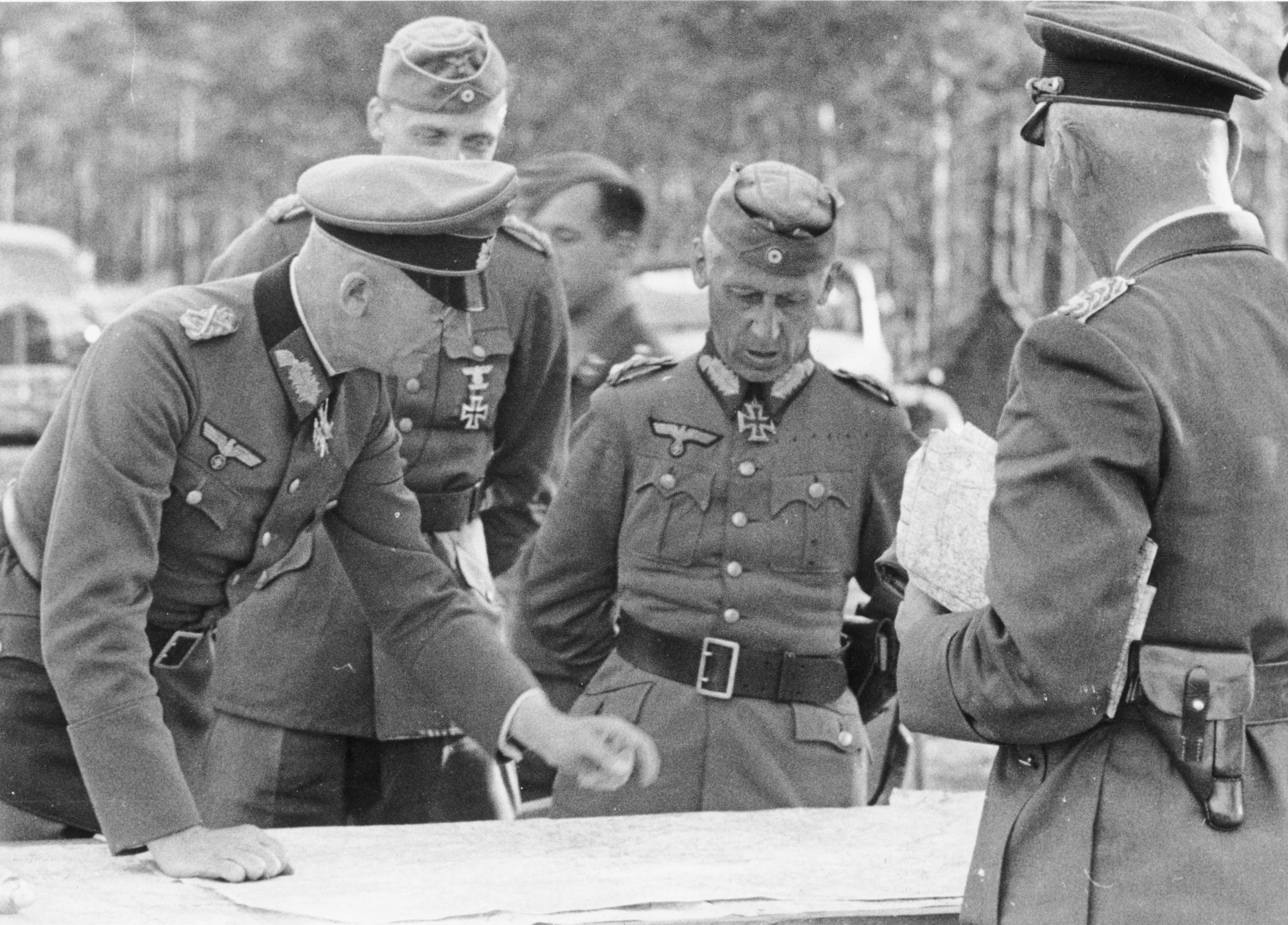
Front de l'Est, juillet 1941, de gauche à droite : le Generalfeldmarschall von Bock, l’Oberst von Hünersdorff (partiellement caché), le Generaloberst Hoth, le General der Flieger von Richthofen (de dos).

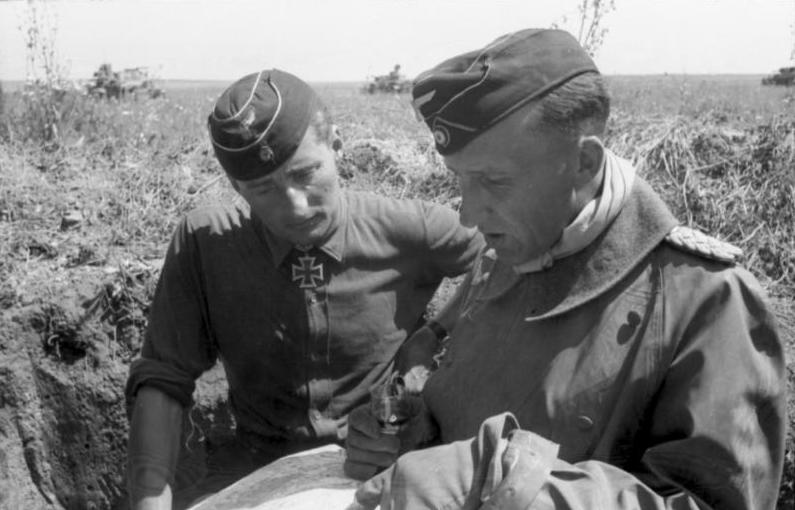
Le Generalmajor von Hünersdorff (à droite) en opérations en juin 1943, entre la troisième bataille de Kharkov et la bataille de Koursk qui commence le mois suivant et dans laquelle il est rapidement tué.

Au début de la Seconde Guerre mondiale, Hünersdorff est affecté à l'état-major de la 253e division d'infanterie, mais le 25 octobre 1939, il est transféré à l'état-major du II. Armeekorps. Le 12 septembre 1940, il est chef d'état-major du XV. Armeekorps. Dans le XV. Armeekorps, affecté au Panzergruppe 3, Hünersdorff participe à l'opération Barbarossa. Hünersdorff est promu Oberst (colonel)  le 1er juillet 1941.
Le 1er juillet 1942, Hünersdorff reçoit le commandement du Panzer-Regiment 11 (élément de la 6e Panzerdivision). Avec cette unité, il se distingue en tentant de soulager l'encerclement de la 6e armée à Stalingrad. En février 1943, Hünersdorff prend le commandement par intérim de la 6e Panzerdivision, participe à la troisième bataille de Kharkov et, en mai 1943, est promu Generalmajor (général de brigade) lorsqu'il est confirmé à la tête de la division blindée.
Pendant la bataille de Koursk, Hünersdorff est blessé près de Belgorod par un tireur embusqué de l'Armée rouge le 13 juillet 1943. Un fragment métallique de son casque pénètre dans son cerveau. Le chirurgien de l'Oberstabsarzt de la Reserves Tönnis de la Luftwaffe tente de le sauver mais il succombe à ses blessures le 17 juillet 1943. Il est enterré dans le jardin Taras-Chevtchenko (uk) de Kharkov, en Ukraine. L'éloge funèbre est prononcé par le Generaloberst Hermann Hoth et les derniers honneurs sont rendus par le Generalfeldmarschall von Manstein. Hünersdorff est promu Generalleutnant (général de division) à titre posthume le 10 août 1943, à effet du 1er juillet 1943.

Funérailles du Generalmajor von Hünersdorff dans le jardin Taras-Chevtchenko de Kharkov
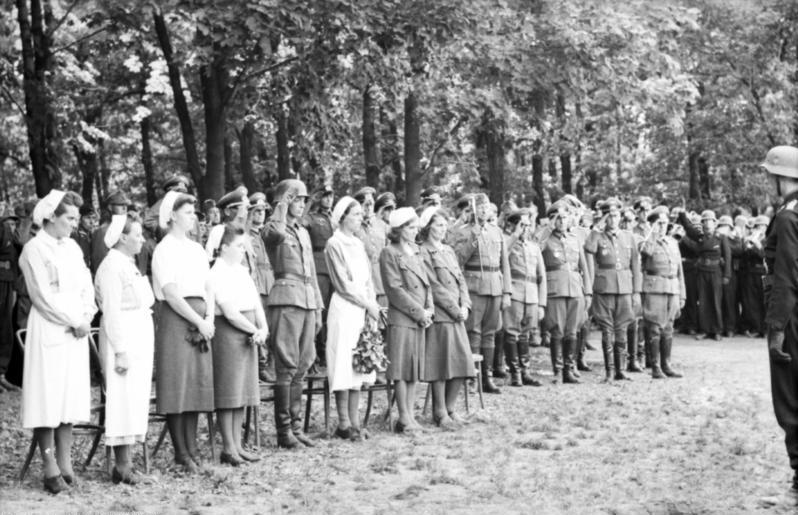
Les supérieurs du Generalmajor sont présents, de gauche à droite : Manstein (Heeresgruppe Süd, bâton de maréchal à la main), Hoth (4e Panzerarmee), Raus (XLVIII. Panzer-Korps). L'épouse de Hünersdorff, infirmière de la Croix-Rouge allemande sur le front de l'Est, tient une couronne de fleurs à la main.
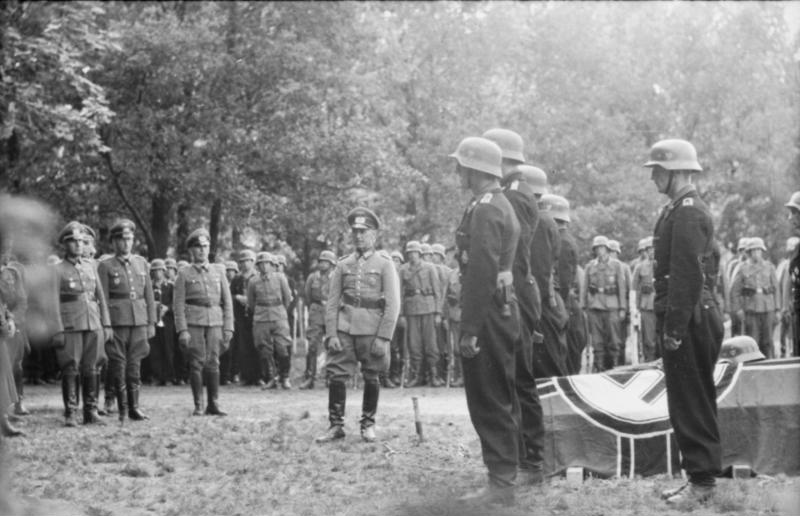
Le Generaloberst Hermann Hoth devant le cercueil de Hünersdorff, recouvert du drapeau du Reich.
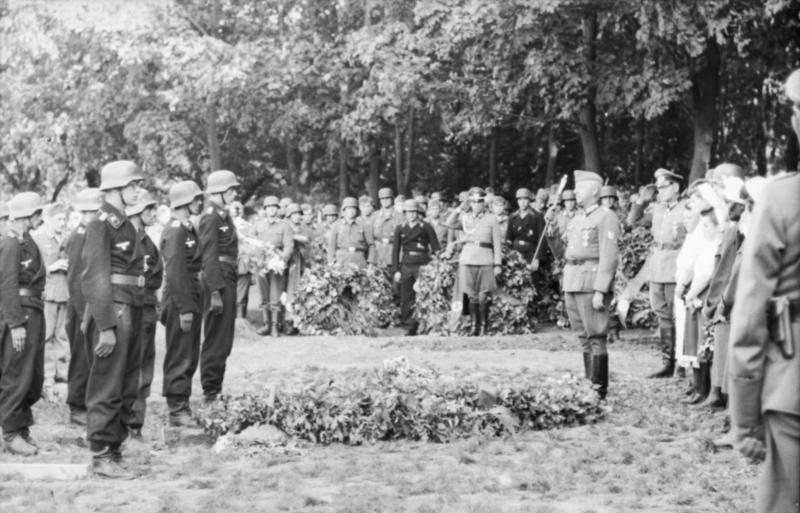
Le Generalfeldmarschall von Manstein rend les derniers honneurs au défunt, après l'inhumation du cercueil.

## Décorations
- Croix de fer (1939)
  - 2e classe
  - 1re classe
- Croix allemande en or (26 janvier 1942)
- Croix de chevalier de la croix de fer avec feuilles de chêne
  - Croix de chevalier le 22 décembre 1942 en tant que Oberst et commandant du Panzer-Regiment 11[1]
  - 259e feuilles de chêne le 14 juillet 1943 en tant que Generalmajor et commandant de la 6e Panzerdivision[1]